# Omega Massif
Omega Massif war eine deutsche Post-Metal-Band aus Würzburg. Die 2005 gegründete Band zog mit ihrem 2007 erschienenen Debüt Geisterstadt die positive Aufmerksamkeit der Kritiker auf sich, 2011 folgte mit Karpatia das zweite Album. Die Band spielte ausschließlich Instrumentalmusik, motivisch bezog sie sich stark auf Gebirge.

## Geschichte
Die Band wurde im Jahr 2005 von den Gitarristen Andreas Schmittfull und Michael Melchers gegründet. Boris Bilic und Christof Rath komplettierten die Band wenig später als Schlagzeuger beziehungsweise Bassist.
Die Band veröffentlichte in Eigenregie die Demoaufnahme Kalt und im folgenden Jahr das Debütalbum Geisterstadt bei dem Plattenlabel Radar Swarm Records. Kalt wurde 2008 in einer von James Plotkin remasterten Version auf Vinyl wiederveröffentlicht. In der Folgezeit erschienen zwei Split-Veröffentlichungen mit der ebenfalls aus Würzburg stammenden Band Mount Logan beziehungsweise Tephra aus Braunschweig. Das zweite Studioalbum Karpatia erschien nach zweijähriger Studioarbeit im Jahr 2011 bei Denovali Records, die 2010 bereits Kalt und Geisterstadt wiederveröffentlicht hatten.
Omega Massif spielten unter anderem als Vorgruppe von Long Distance Calling, Wolves in the Throne Room und Baroness. In den Jahren 2009 und 2010 erfolgten Festival-Auftritte auf dem Doom Shall Rise in Göppingen, dem Roadburn Festival in Tilburg und dem Hellfest in Clisson. Im August 2014 war Omega Massif für das Summer Breeze in Dinkelsbühl gebucht; Ende Mai verkündete die Band jedoch über Facebook weiter unbegründet ihre Auflösung.
Schmittfull und Rath gaben schon zwei Wochen später die Gründung ihrer Nachfolgeband Phantom Winter bekannt, Melchers gründete Ende 2014 Cranial, Bilic wurde Anfang 2015 Mitglied der Würzburger Band Blacksmoker.

## Stil
Die Band spielte eine für den Post-Metal typische Melange aus Hardcore Punk, Doom Metal, Progressive Rock und Ambient. Andere Autoren hörten auch Elemente aus Metalcore und Postrock. Parallelen wurden zu Pelican, Isis und Year of No Light gezogen. Die Band selbst umschrieb sich als „heavyweight mountain doom“, Melchers sah sich in seiner Gitarrenarbeit zusätzlich von Black Metal beeinflusst. Im zweiten Album bezog sich die Band inhaltlich sowohl auf Walter Benjamin wie auf den Dokumentarfilm Carpatia von Andrzej Klamt und Ulrich Rydzewski.
Die Kompositionen von Omega Massif waren mit Ausnahme einiger weniger Chöre instrumental gehalten, da die Band laut Schmittfull Stimmungen erzeugen wollte, zu denen kein Gesang benötigt wird. Als atmosphärischer Bezugspunkt diente dabei die Natur, insbesondere im sehr häufig wiederkehrenden Motiv der Bergwelt. Andreas Schmittfull sagte dazu in einem Interview: „kaum ist man am/auf dem Berg, ist man in einer anderen Welt. […] Unsere Musik beschreibt diesen Zustand.“
Die Band legte Wert darauf, ihre Stücke gemeinsam im Proberaum zu erarbeiten, im Wesentlichen durch gemeinsames Jammen. Der Band war dabei am Ergebnis wichtig, dass es „nicht glattgebügelt, geschliffen und so lange mit Filtern und Triggern übertönt [ist], bis es keine Seele mehr hat. Es hat Ecken und Kanten.“

## Rezeption
Anlässlich der Wiederveröffentlichung von Kalt und Geisterstadt sprach Thomas Sonder im Metal Hammer von einem „mächtigen Doom/Post Rock-Event“ und bewertete es mit 6 von 7 möglichen Punkten. In der Abstimmung Die Besten des Jahres 2010 wurde Omega Massif von der Redaktion zu den Besten des Genres Post-Hardcore gewählt, Melanie Aschenbrenner schrieb anlässlich des Nachfolgers, die allgemeine Kritik bilanzierend, von einem der „erstaunlichsten, imaginativsten, haltbarsten Debüts der letzten Jahre“. Auch das zweite Album Karpatia wurde positiv aufgenommen.

## Diskografie
- 2006: Kalt (Demo, Eigenveröffentlichung)
- 2007: Geisterstadt (Album, Radar Swarm Records)
- 2009: Omega Massif / Mount Logan (Split-Album, Vendetta Records)
- 2010: Imperial Anthems, Vol. 5 (Split-Single mit Tephra, Cyclone Empire)
- 2010: Geisterstadt / Kalt (Album, Denovali Records)
- 2011: Karpatia (Album, Denovali Records)
- 2011: Karpatia (Single, Denovali Records)